# Oltre il Colle
Oltre il Colle là một đô thị ở tỉnh Bergamo trong vùng Lombardia của nước Ý, có vị trí cách khoảng 70 km về phía đông bắc của Milano và khoảng 20 km về phía đông bắc của Bergamo. Tại thời điểm ngày 31 tháng 12 năm 2004, đô thị này có dân số 1.114 người và diện tích là 32,4 km².
Đô thị Oltre il Colle có các frazioni (đơn vị cấp dưới, chủ yếu là các làng) Zambla Alta, Zambla Bassa, và Zorzone.
Oltre il Colle giáp các đô thị: Ardesio, Cornalba, Oneta, Premolo, Roncobello, Serina.